# Berryz工房コンサートツアー 2009秋 〜目立ちたいっ!!〜
『Berryz工房コンサートツアー 2009秋 〜目立ちたいっ!!〜』（ベリーズこうぼうコンサートツアー にせんきゅうあき 〜めだちたいっ!!〜）は、2009年10月11日から12月30日まで開催されたBerryz工房のコンサート・ツアーである。

## 日程
- 10月11日・12日 ハーモニーホール座間
- 10月17日 Zepp Sendai。嗣永桃子、夏焼雅、須藤茉麻、菅谷梨沙子がインフルエンザと診断され中止[1]。12月30日に延期となった。
- 11月3日 東京厚生年金会館
- 11月7日 愛知県勤労会館
- 11月8日 大阪厚生年金会館
- 11月15日 渋谷C.C.Lemonホール
- 11月28日 東京厚生年金会館
- 11月29日 横須賀芸術劇場
- 12月5日 静岡市民文化会館
- 12月30日 Zepp Sendai（振替公演）

## DVD
『Berryz工房コンサートツアー 2009秋 〜目立ちたいっ!!〜』（2010年2月10日）
2009年11月28日に東京厚生年金会館にて行われたコンサートを収録した。
1. OPENING
2. 流星ボーイ
3. 付き合ってるのに片思い
4. VTR映像（メンバー紹介）
5. 私の未来のだんな様
6. MC 1
7. MADAYADE
8. 胸さわぎスカーレット
9. MC 2
10. お昼の休憩時間。
11. 男の子
12. ハレーション サマー
13. 青春大通り
14. MC 3
15. ジンギスカン
16. 青春バスガイド
17. 告白の噴水広場
18. バカにしないで
19. VERY BEAUTY
20. スッペシャル ジェネレ〜ション
21. にぎやかな冬
22. MC 4
23. スペシャルメドレー（21時までのシンデレラ〜思い立ったら 吉でっせ!〜ギャグ100回分愛してください〜かっちょええ!〜我ら!Berryz仮面〜21時までのシンデレラ）
24. MC 5
25. 素肌ピチピチ
26. 行け 行け モンキーダンス
27. ライバル
28. ENCORE：HAPPY!Stand Up
29. ENCORE：MC 6
30. ENCORE：CLAP!